# Hoplitis xerophila
Hoplitis xerophila är en biart som först beskrevs av Cockerell 1935.  Hoplitis xerophila ingår i släktet gnagbin, och familjen buksamlarbin. Inga underarter finns listade i Catalogue of Life.